# Ergane madagascariensis
Ergane madagascariensis är en spindelart som beskrevs av George William Peckham och Elizabeth Maria Gifford Peckham 1885. Ergane madagascariensis ingår i släktet Ergane och familjen hoppspindlar. Inga underarter finns listade i Catalogue of Life.